# 아프리카노랑날개박쥐
아프리카노랑날개박쥐(Lavia frons)는 위흡혈박쥐과에 속하는 5종의 박쥐 중 하나이다. 아프리카노랑날개박쥐속(Lavia)의 유일종이다. 아프리카에서 발견된다.

## 특징
아프리카노랑날개박쥐는 전체 몸길이가 58~80mm이고, 몸무게는 28~36g 정도이다. 암컷이 수컷보다 조금 큰 편이다. 날개 폭은 평균 36cm이다. 몸은 긴털로 이루어져 있으며 전형적인 푸른 빛의 회백색 또는 암회색을 띤다. 수컷은 뒷부분과 배 쪽 표면에 녹색을 띤 노란색 털을 갖기도 한다. 날개막뿐만 아니라 콧잎(비엽(鼻葉), nose-leaf)과 귀 또한 통용명처럼 날개가 불그스레한 노란색을 띤다. 날개막에는 거의 털이 없지만 윗팔에는 털이 조금 있다. 귀는 꽤 길고, 뾰족한 귀구슬(이주(耳珠), tragus)을 갖고 있다. 가늘고 긴 콧잎을 갖고 있으며, 뭉특하지만 끝은 뾰족하다. 아프리카노랑날개박쥐는 대퇴부 사이에 날개막이 발달했지만 외부에 꼬리는 없다. 치열은 0.2.1.11.2.3.3이다.